# Гавриилидева къща
Гавриилидевата къща (на гръцки: Οικία Γαβριηλήδη) е къща в град Лерин, Гърция.

## Местоположение
Къщата е разположена на площад „Ироес“ № 3.

## История
Собственост е на Йоанис Гавриилидис.
В 1987 година къщата е обявена за паметник на културата.